# Roberto Vittori
Roberto Vittori (Viterbo. 1964. október 15.–) olasz űrhajós.

## Életpálya
Az olasz légierő Repülő Intézetében 1989-ben szerzett mérnök pilóta oklevelet. 1995-ben az amerikai Tesztpilóták Iskolájában vizsgázott. Az olasz légierő repülőgépeinek tesztpilótája. Több mint 1500 órát töltött a levegőben, repült 40 különböző típusú repülőgépen. A repülési tapasztalata kiterjed a vitorlázó és helikoptere szerkezetekre. Vizsgát szerzett a repülőbalesetek kivizsgálásának módszertanából, amit később oktatott.
Az Olasz Űrügynökség (ASI) és az Európai Űrügynökség (ESA) együttműködésének eredményeként választották űrhajós jelöltnek. 1998. augusztus 27-től részesült űrhajóskiképzésben. Kiképzését a Lyndon B. Johnson Űrközpontban, valamint a Jurij Gagarin Űrhajós Kiképző Központban végezték, sikeres vizsgák után kezdhette meg szolgálatait. Három űrszolgálata alatt összesen 35 napot, 12 órát és 26 percet töltött a világűrben.

## Űrrepülések
- Szojuz TM–34 fedélzeti mérnökeként összesen 9 napot, 21 órát és 25 percet töltött a világűrben. Szojuz TM–33 fedélzetén tért vissza kiinduló bázisára.
- Szojuz TMA–6 fedélzeti mérnökeként összesen 9 napot, 21 órát és 25 percet töltött a világűrben. Szojuz TMA–5 fedélzetén tért vissza a Földre.
- STS–134 küldetésfelelős. Összesen 15 napot, 17 órát és 26 percet töltött a világűrben.